# Nowa Kornica
Nowa Kornica – wieś sołecka w Polsce położona w województwie mazowieckim, w powiecie łosickim, w gminie Stara Kornica.
| SIMC    | Nazwa | Rodzaj    |
| ------- | ----- | --------- |
| 0020416 | Wygon | część wsi |

W latach 1975–1998 miejscowość administracyjnie należała do województwa bialskopodlaskiego.
Wierni Kościoła rzymskokatolickiego należą do parafii Niepokalanego Poczęcia NMP w Starej Kornicy.